# Syberyjski Związek Eserowców
Syberyjski Związek Eserowców – związek eserowców na Syberii, powołany latem 1920 w celu usunięcia Kołczaka a następnie zwołania Syberyjskiego Zgromadzenia Ziemskiego, na którym spodziewano się, że przedstawiciele ludu z tego regionu opowiedzą się za negocjacjami z nacierającą Armią Czerwoną.

## Literatura
- Geoffrey Swain, Wojna domowa w Rosji, Warszawa 2000.